# Línea R4 (AUVASA)
La línea R4 de AUVASA es un servicio nocturno que se presta durante las Ferias y Fiestas de la Virgen de San Lorenzo de la ciudad de Valladolid. Une el Recinto Ferial con el paseo de Zorrilla y los barrios de Las Delicias, Pajarillos y Las Flores.

## Frecuencias
| DÍA                                       | LUGAR DE SALIDA  | HORARIOS DE SALIDA                   |
| ----------------------------------------- | ---------------- | ------------------------------------ |
| Lunes a jueves laborables y días festivos | REAL DE LA FERIA | 23:30, 0:00, 0:30 y 1:00             |
| Viernes y vísperas de festivos            | REAL DE LA FERIA | 23:30, 0:00, 0:30, 1:00, 1:30 y 2:00 |
| Último día de ferias                      | REAL DE LA FERIA | 23:30 y 0:00                         |

## Paradas
| Hacia Las Flores                               | Correspondencia con líneas: |
| ---------------------------------------------- | --------------------------- |
| Avda. Mundial 82 Estadio José Zorrilla         | R R1 R2 R3 R5               |
| Pº Zorrilla 130 centro comercial               | B1                          |
| Pº Zorrilla 166 fte. LAVA                      | R2 B1 B4                    |
| C/ Daniel del Olmo esq. Pº Zorrilla            | -                           |
| C/ Daniel del Olmo 6                           | -                           |
| C/ Daniel del Olmo 18 fte. ITV                 | -                           |
| Ctra. Arcas Reales Centro Madrid               | -                           |
| C/ Padre Benito Menni esq. Caamaño             | -                           |
| C/ Embajadores 57 esq. Transición              | B2                          |
| C/ Embajadores fte. 72 esq. Hornija            | B2                          |
| C/ Embajadores fte. 58 Esc. Oficial de Idiomas | B2                          |
| Avda. Segovia igl. del Carmen                  | B2                          |
| Avda. Segovia 99 esq. Olmedo                   | B2                          |
| Avda. Segovia 57 esq. Pº San Vicente           | B2                          |
| Pº San Vicente 35 esq. Sevilla                 | B2                          |
| C/ Cádiz 15                                    | B2                          |
| C/ Cigüeña 4 igl. San Isidro                   | B5                          |
| C/ Cigüeña 14                                  | B5                          |
| C/ Cigüeña 40 esq. Villabáñez                  | -                           |
| C/ Templarios 3 esq. Puente la Reina           | -                           |
| Pº Juan Carlos I 109                           | -                           |
| Cº Viejo del Polvorín 12                       | -                           |
| Cº Viejo del Polvorín esq. Villabáñez          | -                           |
| C/ Santa María de la Cabeza 37                 | B3                          |
| C/ Santa María de la Cabeza 9                  | B3                          |
| C/ Azalea esq. Alhelí                          | B3                          |
| C/ Azucena 18 esq. Dalia                       | B3                          |